# Megachile heterotricha
Megachile heterotricha là một loài Hymenoptera trong họ Megachilidae. Loài này được Cockerell mô tả khoa học năm 1920.